# John Russell Bartlett
John Russell Bartlett (Providence, Rhode Island, 1805. október 23. – Providence, Rhode Island, 1886. május 28.) amerikai etnológus, történetíró és bibliográfus.

## Élete
Előbb kereskedő volt, de 1849-től a történelemnek és etnológiának szentelte életét. Gallatin barátjával, akit a Reminiscences of A. Gallatin című munkájában (1849) megörökített, megalapította az American Ethnological Society-t, és amellett hosszú éveken át a New York-i Historical Society titkára is volt. 1850-ben az Észak-Amerika és Mexikó közti határvonal megállapítása végett kiküldték biztosnak és három éven át bejárta a Mexikói-öböl és Csendes-óceán közt elterülő prériket, valamint Texas és Új-Mexikó nagy részét. Az expedíció tudományos eredményeit maga a kormány tette közzé (1857-1858). Személyes tapasztalatait pedig Personal narrative of explorations and incidents in Texas, New-Mexico, California etc. (New-York, 1854, 2 kötet) című művében írta meg. Egyéb művei közül legfontosabb: Catalogue of books relating to North and South-America (New York, 4 kötet).